# إم إيون-غو
إم إيون-غو (الكورية: 임은주) هي لاعبة كرة قدم كورية جنوبية، ولدت في 13 مارس 1966.